# پیرمحمد هروی
پیرمحمد هروی از خوشنویسان و نستعلیق‌نویسان صاحب‌نام سدهٔ دهم هجری است. او را از شاگردان میرعلی هروی و معاصر با مولانا محمود سیاوش شیرازی دانسته‌اند.
در کتاب «آثار و احوال خوشنویسان» از سه خوشنویس با نام «پیرمحمد» یاد شده است.